# 인천후정초등학교
인천후정초등학교는 대한민국 인천광역시 부평구에 있는 공립 초등학교이다.

## 학교 연혁
- 2003.09.01 인천후정초등학교 개교(29학급), 초대 송강립 교장선생님 취임
- 2004.03.01 시업식 입학식 35학급 편성, 병설유치원 2학급 편성
- 2006.12.08 전국 아름다운학교 대상 수상
- 2007.07.05 후정 푸른꿈 생태숲 완공식(느티나무 포함 4468주 식재)
- 2008.09.24 인천광역시 북부교육지원청 주최 전통예술중심학교 발표회
- 2009.12.18 북부교육지원청 학교평가 최우수상 수상 및 인천광역시푸른학교상 수상
- 2010.02.15 교육과학기술부요청 학부모학교참여 활성화 방안 연구학교 지정(2년)
- 2010.08.28 제2과학실, Art Center 개관식
- 2010.12.12 전국 100대 교육과정 우수학교 선정(교육과정 엑스포 전시회 참가)
- 2012.02.29 초등 방과후 돌봄교실 1실 증축 총 2실 구축
- 2012.12.31 북부교육지원청 학력우수학교 선정(교육장 표창 수상)
- 2013.07.05 제28회 새얼전국학생어머니백일장 최우수학교 수상
- 2013.08.31 2013학년도 북부교육지원청 초.중학교스포츠클럽대회(배드민턴 준우승)
- 2013.09.06 2013학년도 지역역교육청평가 교원능력개발평가부문 우수 표창
- 2013.02.14 10회 졸업식(남63, 여54 총 117명 누계 1,540명)
- 2014.03.01 제5대 이상춘 교장선생님 부임, 위클래스 개관
- 2014.10.17 북부 독서교육실천사례발표대회 장려 수상
- 2014.12.31 북부지원청 후반기 교육장배 초․중학교 스포츠클럽대회 축구 1위
- 2015.02.13 제11회 졸업식(남 54,여 51 총105명 누계:1,645명)
- 2015.03.01 초등 29학급(특수2 포함), 유치원 3학급 편성